# Euphyia vallantinaria
Euphyia vallantinaria är en fjärilsart som beskrevs av Charles Oberthür 1890. Euphyia vallantinaria ingår i släktet Euphyia och familjen mätare. Inga underarter finns listade i Catalogue of Life.